# Sudlik Mária
Sudlik Mária (Budapest, 1942. május 25. – Budapest, 2015. augusztus 22.) Liszt Ferenc-díjas magyar énekesnő (szoprán), a Magyar Állami Operaház örökös tagja, érdemes művész. Kovács János karmester felesége volt.

## Életpályája
Énektanulmányait a budapesti Bartók Béla Zeneművészeti szakközépiskolában Feleki Rezsőnél, majd 1961–1964 között a Zeneakadémián dr. Sipos Jenőnél végezte. 1967-től volt a Magyar Állami Operaház magánénekesnője. Monteverdi: Poppea megkoronázása című művének címszerepében debütált. Repertoárja rendkívül széles volt. Osváth Júliára emlékeztetett ösztönösségével. Valamennyi szerepmegformálását nagyfokú művészi elmélyültség jellemezte. Egyaránt fontos volt számára a szuggesztív színészi játék és a tökéletes zenei megformálás. A legnagyobb sikereit Verdi-operák drámai hősnőjeként nyújtotta. Hosszan tartó súlyos betegség után 2015. augusztus 22-én, szombaton hajnalban érte a halál

## Emlékezete
Sudlik Máriát a Magyar Állami Operaház saját halottjának tekintette. Temetése szűk családi körben történt.

## Főbb szerepei
- Tábornagyné (Rózsalovag)[3]
- Aida (Verdi);
- Erzsébet (Verdi: Don Carlos);
- Desdemona (Verdi: Otello);
- Tosca (Puccini);
- Grófné (Mozart: Figaro házassága);
- Leonora (Verdi: A trubadúr, A végzet hatalma).

## Díja, elismerései
- Liszt Ferenc-díj (1974)
- Székely Mihály-emlékplakett (1984)
- Érdemes művész (1984)